# Inga mortoniana
Inga mortoniana är en ärtväxtart som beskrevs av Leon. Inga mortoniana ingår i släktet Inga och familjen ärtväxter. IUCN kategoriserar arten globalt som starkt hotad. Inga underarter finns listade i Catalogue of Life.